# 전자 문서 교환
전자 문서 교환(영어: Electronic Data Interchange, EDI)은 독립된 조직 간에 정형화된 문서를 표준화된 자료표현 양식에 준하여 전자적 통신매체를 이용해 교환하는 방식이다. 즉, EDI는 일정한 통신표준에 따라 서로 다른 기업 또는 조직 간에 상업송장 등의 상거래서식 또는 수출신고서 등의 공공서식을 표준화된 전자문서로 변화시켜 컴퓨터간에 교환, 축적, 처리하는 정보전달방식이다. EDI의 목적은 전통적인 서류의 작성과 전달을 통해 무역업무를 처리하는 대신 컴퓨터에 기록되어 있는 정보를 전자문서화하여 데이터 통신망을 통해 전송 처리함으로써 서류 없는 무역(Paperless Trade)을 실현하는 것이다.

## 인터넷을 통한 EDI (Web EDI)
VAN 제공자를 통한 인터넷의 사용은 보다 안전하게 EDI 문서를 전송할 수 있게 하는 커뮤니케이션 프로토콜로 사용된다. 안전한 파일 전송 프로토콜로 가장 널리 사용되는 것이 FTPS와 HTTPS 그리고 AS2 가 있다.

## 같이 보기
- 추출, 변환, 적재
- HTTP
- SOAP
- WebDAV
- X.400
- CSV (파일 형식)